# Paratarsotomus macropalpis
|  | Dieser Artikel wurde aufgrund von formalen oder inhaltlichen Mängeln in der Qualitätssicherung Biologie zur Verbesserung eingetragen. Dies geschieht, um die Qualität der Biologie-Artikel auf ein akzeptables Niveau zu bringen. Bitte hilf mit, diesen Artikel zu verbessern! Artikel, die nicht signifikant verbessert werden, können gegebenenfalls gelöscht werden. Lies dazu auch die näheren Informationen in den Mindestanforderungen an Biologie-Artikel. |

Paratarsotomus macropalpis ist eine Milbenart, die zur Familie Anystidae gehört. Die Milbe ist in Südkalifornien, wo sie verbreitet ist, endemisch.
Die Milbenart gilt relativ gesehen (zurückgelegte Strecke unter Beachtung der Körperlänge) als das schnellste an Land lebende Tier der Welt.

## Beschreibung
Die Art wurde im Jahr 1916 von Nathan Banks als Tarsotomus macropalpis benannt und klassifiziert. Sein geschriebener Bericht lautete (übersetzt):
„Eine große Art, eher spärlich borstig. Körper fast doppelt so lang wie breit, am breitesten an den Humeri; Cephalothorax vorn spitz zulaufend, je ein Augenfleck auf jeder Seite dicht am Rand und hinten viel näher als Vorderende des Cephalothorax: Beine lang, aber keiner der Femora so lang wie der Cephalothorax, das Tibia (vorletztes Gelenk) jedoch so lang wie der Cephalothorax Cephalothorax; Körper und Beine mit aufgerichteten Borsten, nur wenige sehr lang, einige an den Grundgelenken gesägt oder behaart, und das äußere Stirnpaar, das dicker als die anderen ist, ebenfalls behaart. Krallen mit Borstenreihen unten; Palpen sehr groß und schwer, mit zwei apikalen Krallen, der große mit wenigen Zähnen an der Innenseite, Daumenhaare sehr kurz.“
Lange als zur Gattung Tarsotomus gehörend klassifiziert, wurde sie 1999 mit weiteren Milbenarten zur Gattung Paratarsotomus umklassifiziert.
Paratarsotomus m. weist eine Größe von bis zu 0,7 mm auf.

## Schnelligkeit und weitere Besonderheiten
Die Fortbewegungsgeschwindigkeit der Milbe liegt bei 322 Körperlängen pro Sekunde (225 mm/s). Das ist weit mehr als der vorherig angenommene Rekordhalter, der australische Sandlaufkäfer Cicindela eburneola, das im Verhältnis zur Körpergröße schnellste Insekt der Welt, dessen Fortbewegungsgeschwindigkeit mit 171 Körperlängen pro Sekunde (1,86 m/s) gemessen wurde. Der Gepard mit einer Spitzengeschwindigkeit von 103 km/h (29 m/s) das schnellste an Land lebende Tier, liegt bei 16 Körperlängen pro Sekunde.
Hochgeschwindigkeitsfotografie wurde verwendet, um die Geschwindigkeit der Milbe sowohl unter natürlichen Bedingungen als auch im Labor zu dokumentieren. Die äquivalente Geschwindigkeit für einen Menschen wäre 2100 km/h.
Neben der ungewöhnlich hohen Geschwindigkeit der Milben entdeckten Forscher, dass diese Milbenart noch bei Temperaturen von bis zu 60 °C ihre Geschwindigkeit auf Beton beibehalten kann. Dies ist bedeutsam, da diese Temperaturhöhe bereits deutlich über denen liegt, die für die meisten Tierarten den Tod bedeuten. Außerdem sind die Milben in der Lage, ihre Geschwindigkeit sehr schnell auf Null zu reduzieren sowie die Richtung zu ändern.
Die Entdeckung erweitert die Grenzen dessen, was über die Physiologie und die Grenzen der Geschwindigkeit lebender Strukturen bekannt ist. Diese Erkenntnis wird von Forschern als Eröffnung neuer Möglichkeiten im Design von Robotern bzw. in der Biomimetik angesehen.